# Serampore

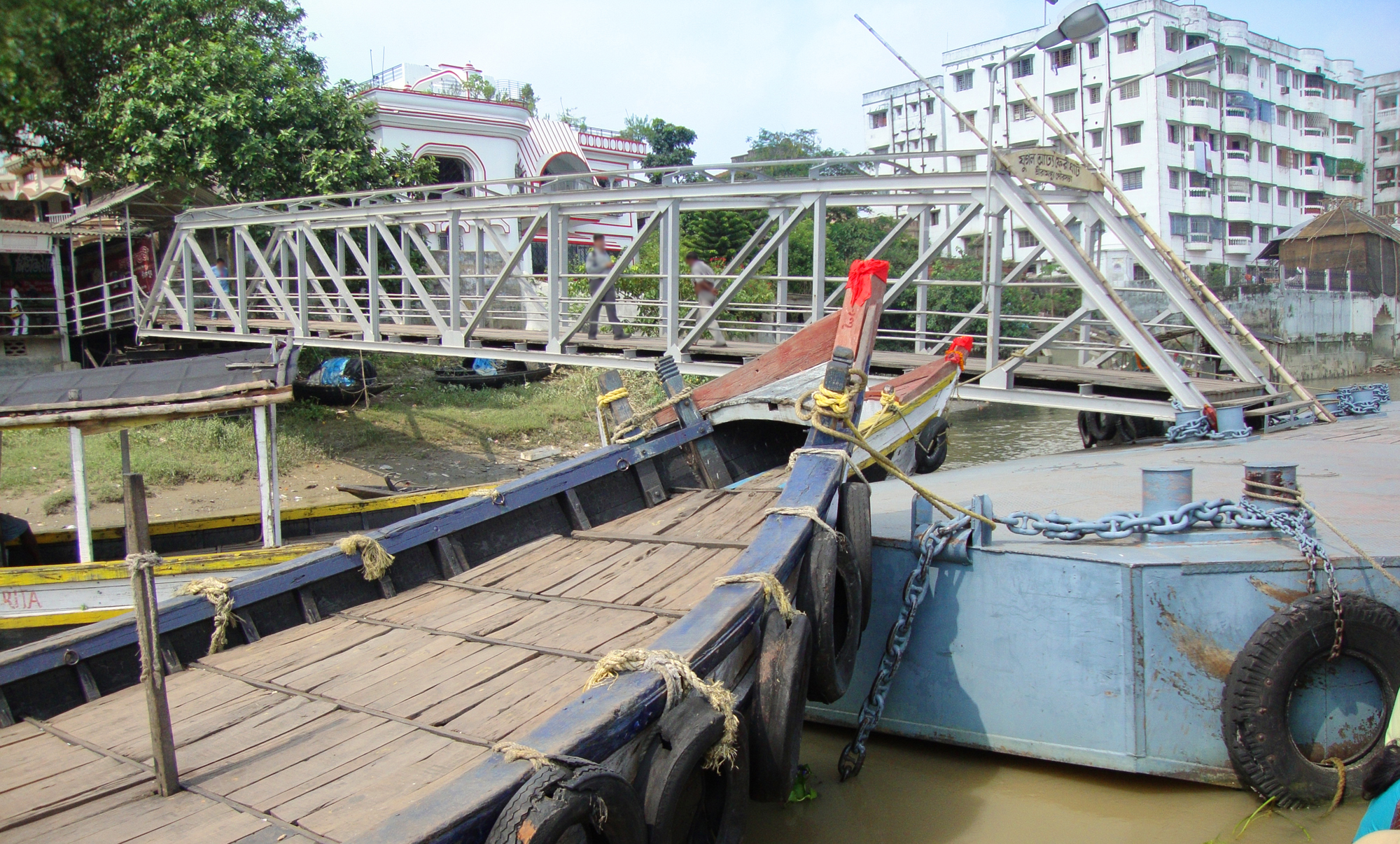
Serampore ferry wharf

Serampore è una suddivisione dell'India, classificata come municipality, di 197.955 abitanti, situata nel distretto di Hooghly, nello stato federato del Bengala Occidentale. In base al numero di abitanti la città rientra nella classe I (da 100.000 persone in su).

## Geografia fisica
La città è situata a 22° 45' 10 N e 88° 20' 32 E e ha un'altitudine di 16 m s.l.m..

## Società

### Evoluzione demografica
Al censimento del 2001 la popolazione di Serampore assommava a 197.955 persone, delle quali 105.613 maschi e 92.342 femmine. I bambini di età inferiore o uguale ai sei anni assommavano a 16.267, dei quali 8.482 maschi e 7.785 femmine. Infine, coloro che erano in grado di saper almeno leggere e scrivere erano 153.058, dei quali 85.958 maschi e 67.100 femmine.

## Storia
Serampore fu uno dei principali insediamenti dell'India danese e della Compagnia danese delle Indie Orientali, finché non venne ceduta ai britannici nel 1839.